# Blair Thurman
Pour les articles homonymes, voir Thurman.
Blair Thurman est un peintre américain né en 1961, à La Nouvelle-Orléans. 
Il vit et travaille à New York.

## Expositions

### Expositions personnelles
- 2016 : Almine Rech Gallery, Brussels
- 2016 : Almine Rech Gallery, London
- 2015 : Gagosian Gallery, New York
- 2012  : Galerie Frank Elbaz, Paris
- 2011 : Galerie Triple V, Paris
- 2010  : Aus Unseren Kellern, Gasser Grunert, New York
- 2009 : Never bet the devil your head, Alexia Goethe Gallery, Londres
- 2009  : Color Me Gone!, Evergreen, Genève
- 2009  : Tunnel at the End of the Light, Hard Hat, Genève
- 2008  : Krumms Along the Mohawk, Galerie Frank Elbaz, Paris
- 2008 : Super Model, Triple V, Dijon
- 2007 : The Best Tan in Town!, Galerie Hubert Baechler, Zurich
- 2007 : Outdoor installation, Circuit, Lausanne
- 2004 : They’re Always After My Lucky Charms, Galerie Hubert Bächler, Zürich.
- 2003 : Arte e Ricambi, Verona, Italy
- 2001 : Circuit, Lausanne, Suisse
- 1999 : Ecart, Art 30’99 Bâle, Statements section, Bâle, Suisse
- 1998 : T.Z. Art, New York
- 1996 : Holly Solomon Gallery, New York
- 1994 : Christophe Gossweiler, Zofingen, Suisse

### Exposition collectives
- 2016 : 'In different ways', Almine Rech Gallery, London
- 2008 : La chute d’eau, Circuit, Lausanne
- 2008 : The Freak Show, Musée de la monnaie, Paris
- 2008 : Black Noise. Un hommage à Steven Parrino, CNEAI, Chatou, France
- 2007 : Black Noise. A tribute to Steven Parrino, Mamco, Genève, Suisse
- 2007 : Bastard Creatures, Palais de Tokyo, Paris, France
- 2007 : A moitié carré / à moitié fous / Half Square, Half Crazy, Villa Arson, Nice, France
- 2007 : Op-Ed World, galerie frank elbaz, Paris, France
- 2007 : The Freak show, MAC, Lyon, France
- 2007 : Group show, Sagan Gallery, Séoul, Korea
- 2006 : Ecart, Bâle, Suisse
- 2006 : SuperNova, Domaine Pommery, Reims, France
- 2006 : Art Crating, Brooklyn, New York
- 2005 : None of Above, Swiss institute, New York
- 2005 : For Steven Parrino, Ecart, Bâle, Suisse
- 2004 : Galerie Hubert Bächler, Zürich, Suisse
- 2003 : Return of the Creature, Künstlerhaus, Palais Thurn & Taxis, Bregenz
- 2003 : Uncrated, Spike Gallery, New York ; Dezember, Galerie Hubert Bächler, Zürich, Suisse
- 2002 : BOMB, Brooklyn Front Gallery, Brooklyn, USA
- 2002 : Model Shop, Front Gallery, Brooklyn, USA
- 2001 : Show World, Times Square, New York
- 2000 : Art Basel 31, Hyundai Gallery (Seoul), Bâle, Suisse Silver and Hi-Tech, Kongsberg, Norway